# Bodins kommun
Bodins kommun (norska: Bodin kommune) var en kommun i Nordland fylke i norra Norge. Kommunen omfattade en stor del av nuvarande Bodø kommun (landsbygdsområdena kring staden Bodø, inklusive ett stort antal öar i havet utanför).

## Administrativ historik
Bodø landdistrikt upprättades den 1 januari 1838 (som Bodøe Landdistrict) när Formannskapslovene från 1837 trädde i kraft.
1896 bytte kommunen namn från Bodø landdistrikt till Bodin.
Mellan 1938 och 1963 genomfördes ett antal gränsregleringar med grannkommuner:
- 1938: bebott område (559 invånare) till Bodø kommun
- 1 januari 1959: bebott område (1 303 invånare) till Bodø kommun
- 1 januari 1963: bebott område (224 invånare) från Skjerstads kommun

Den 1 januari 1964 gick huvuddelen av Kjerringøy kommun (hela kommunen utom Brennsundsområdet med 524 invånare) samt en del av Sørfolds kommun (Øyjordsområdet med 81 invånare) upp i Bodins kommun. Kommunen ökade då från 11 345 invånare före sammanslagningen till 11 950 invånare efter.
Den 1 januari 1968 gick Bodins kommun upp i Bodø kommun. Kommunens hade då 13 323 invånare.